# 범계초등학교
범계초등학교는 대한민국 경기도 안양시 동안구에 있는 공립 초등학교이다.

## 학교 연혁
- 1992.03.01. 범계국민학교 개교(6학급 편성)
- 1992.03.01. 초대 홍관철 교장 부임
- 1993.02.16. 제1회 졸업식 (323명)
- 1996.03.01. 범계초등학교로 교명 변경
- 1998.05.21. 학교 급식 개시
- 1998.05.27. 학교 급식실 개관
- 2003.10.17 학교 도서관(솔장원) 개관
- 2011.11.01. 누리관 개관
- 2013.03.01. 특수학급 설치
- 2014.03.01. 돌봄교실 2학급 운영
- 2018.03.01. 제9대 김복영 교장 취임
- 2016.02.04. 다목적 체육관(어울림터) 개관
- 2021.01.13. 제29회 졸업식(졸업생 :200명, 졸업생누계 :8,678명)